# Моа, Таниела
Уналотокипулоту Веа Теутау Моа (англ. Unalotokipulotu Vea Teutau Moa), также известный как Таниела Моа (англ. Taniela Moa; 11 марта 1985, Тофоа — 16 декабря 2021, Окленд) — тонганский регбист, выступавший на позиции скрам-хава (преимущественно) и флай-хава. Известен по играм за клубы «Блюз» и «Чифс» в Супер Регби, за команды Окленда и Бей-оф-Пленти в первенстве регионов Новой Зеландии, за французский клуб «Сексьон Палуаз» и за национальную сборную Тонги.

## Биография

### Клубная карьера
Уроженец тонганского города Тофоа, в возрасте 10 лет переехал в Окленд. Учился в средней школе Онехунга, где начал заниматься регби в возрасте 14 лет, Кампусе Южного Креста и колледже де ла Салль, за команду которого в своё время играл.
В 2005 году дебютировал за команду Окленда, выступавшую в первенстве провинций Новой Зеландии, и сыграл против австралийского Квинсленда. Всего в разных турнирах сыграл 58 встреч за провинцию (в том числе 43 матча в чемпионате провинций). Всего он выиграл два титула чемпиона провинций Новой Зеландии, а в 2007 году дебютировал за клуб «Блюз» в чемпионате Супер 14 против клуба «Лайонз», проведя всего 27 встреч за команду.
Позже Моа выступал за команду Бей-оф-Пленти в первенстве регионов Новой Зеландии и за клуб «Чифс» в Супер Регби, уехав затем выступать во Францию за «Сексьон Палуаз». За французский клуб играл до 2017 года, сумев с ним выиграть розыгрыш Про Д2 сезона 2014/2015 и выйти в Топ 14: за первые 4 сезона он отыграл 78 встреч. Однако в дальнейшем уровень выступлений Моа стал снижаться, что было вызвано травмой бедра и проблемами с лишним весом. В 2017 году он завершил игровую карьеру после того, как от трансфера игрока отказался «Тулон», посчитав форму Моа не подходящей для выступлений.

### Карьера в сборной
В 2005—2006 годах Моа провёл 8 матчей в сборной Новой Зеландии не старше 21 года (в том числе один матч на сборах), набрал 15 очков (в том числе 10 очков в игре на сборах). Большая часть встреч прошла в рамках молодёжного чемпионата мира. В 2008 году Моа был вызван в расположение сборной Новой Зеландии в связи с тем, что травму получил Энди Эллис. Однако тренер новозеландцев Грэм Генри в итоге не взял Моа в свою команду на турне по ЮАР, предпочтя ему других полузащитников — Пири Веепу и Джимми Коуэна. Вследствие этого Моа сохранил право играть за страну, в которой родился.
Всего за сборную Тонги по регби Моа провёл 21 матч, отметившись 15 набранными очками (3 попытки). Дебютный матч он провёл 13 августа 2011 года в Лаутоке против Фиджи, а последнюю игру отыграл 18 июля 2015 года в Суве против тех же фиджийцев. В составе «Икале Тахи» Моа сыграл на чемпионате мира 2011 года все 4 матча. Изначально он был включён в заявку на чемпионат мира 2015 года, но получил травму и был исключён из окончательного состава.

### Стиль игры
Моа отличался большой физической мощью: на момент начала выступления в чемпионате Франции его рост составлял 180 см, а вес колебался в районе от 100 до 110 кг. В 2007 году он при весе 96 кг был одним из крупнейших полузащитников в чемпионате Супер 14, однако в дальнейшем его критиковали за лишний вес.
Вместе с тем его крупные габариты не мешали игре.: у Моа было отличное видение игры и поля. Самоанский регбист Марлон Солофути и президент клуба «Сексьон Палуаз» Бернар Понтнё говорили, что Моа мог отдать точный пас на расстояние до 30 метров как влево, так и вправо, а его тренер Давид Окань отмечал наличие незаурядной техники и чувства игры у Моа. Тем не менее

### Смерть
Моа скоропостижно скончался 16 декабря 2021 года в Окленде в возрасте 36 лет.

## Достижения
- Победитель Национального чемпионата провинций: 2005, 2007
- Чемпион Про Д2: 2014/2015[фр.]